# Dmytro Bahalij

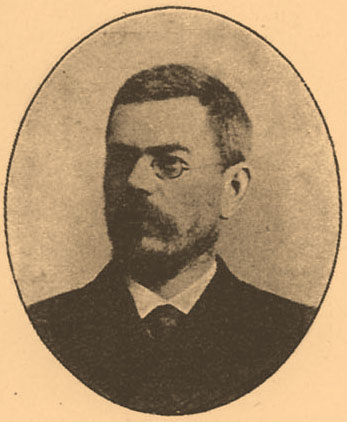
Dmytro Bahalij

Dmytro Iwanowytsch Bahalij (* 26. Oktoberjul. / 7. November 1857greg. in Kiew, Gouvernement Kiew, Russisches Kaiserreich; † 9. Februar 1932 in Charkow, Ukrainische SSR) war ein ukrainischer Historiker, Universitätsrektor und Bürgermeister.

## Leben
Dmytro Bahalij kam in Kiew zur Welt und studierte nach seinem Abitur 1876 an der historisch-philologischen Fakultät der Kiewer Wladimir-Universität. Als bester Schüler Wolodymyr Antonowytschs wechselte er an die Universität Charkiw und begann dort ein Studium der Geschichte der Sloboda-Ukraine. 1883 wurde Bahalij Assistenzprofessor und 1887 außerordentlicher Professor für russische Geschichte an der Universität Charkow und zwischen 1906 und 1911 war er deren Rektor. Zudem war er Mitglied der Russischen Akademie der Wissenschaften und Mitglied des Staatsrates. Er schrieb über 200 Werke zur Geschichte der Linksufrigen Ukraine, der Sloboda- und Südukraine sowie Lehrbücher zur russischen Geschichte und der russischen Historiographie.
Von 1914 bis 1917 war er Bürgermeister von Charkiw. 1918 wurde er Mitglied des Ausschusses zur Gründung der Ukrainischen Akademie der Wissenschaften und von 1919 an war er Vorsitzender der historisch-philologischen Abteilung und später Mitglied des Präsidiums der Akademie.
Ab den 1930er Jahren sah er sich Repressionen durch die Sowjets ausgesetzt. 1932 starb er in Charkiw an einer Lungenentzündung und wurde dort beerdigt.